# Thomas Frederic Cheeseman
Thomas Frederic Cheeseman (Kingston-upon-Hull, 1846 — 6 de outubro 1923) foi um naturalista neozelandês.

## Biografia
Filho de um pastor Metodista, Thomas Cheeseman, sua família emigrou para a Nova Zelândia em 1853. Thomas Frederic Cheeseman interessa-se muito cedo pela botânica e publicou a sua primeira obra em 1872, On the Botany of the Titirangi District of the Province of Auckland. Em 1874, tornou-se secretário do Instituto de Auckland e curador do Museu de Auckland , uma posição que manteve durante cinquenta anos. Em 1876, publicou uma lista de moluscos da baia de Auckland. Casou em 1889 com Ellen Cawkwell. Em 1906, Cheeseman publica o Manual da Flora de Nova Zelândia  e, em 1914, Ilustrações da Flora de New Zealand. Foi membro da Royal Society da Nova Zelândia, da Linnean Society de Londres e da Sociedade Zoológica de Londres. Recebeu a Medalha Linneana de 1923.

## Fonte
- (em inglês) Cheeseman Frederic Thomas', uma Enciclopédia da Nova Zelândia, editada por A. H. McLintock, publicada originalmente em 1966. Te Ara - A Enciclopédia da Nova Zelândia, atualizada 26-Set-2006